# Bruno Bjelinski
Bruno Bjelinski, hrvaški skladatelj in pravnik, profesor za kompozicijo na Glasbeni akademiji v Zagrebu, akademik (član JAZU/HAZU)  * 1. november 1909, Trst, Avstro-Ogrska, † 3. september 1992, Zagreb, Hrvaška.

## Opere
- Čebelica Maja (1952)
- Heraklo (1971)
- Močvirje (1972)
- Zvona (1975)
- Orfej XX. stoletja (1981)
- Slavček (1984)